# Callionymus amboina
Callionymus amboina är en fiskart som beskrevs av Suwardji, 1965. Callionymus amboina ingår i släktet Callionymus och familjen sjökocksfiskar. Inga underarter finns listade.